# Tan Chuan-Jin

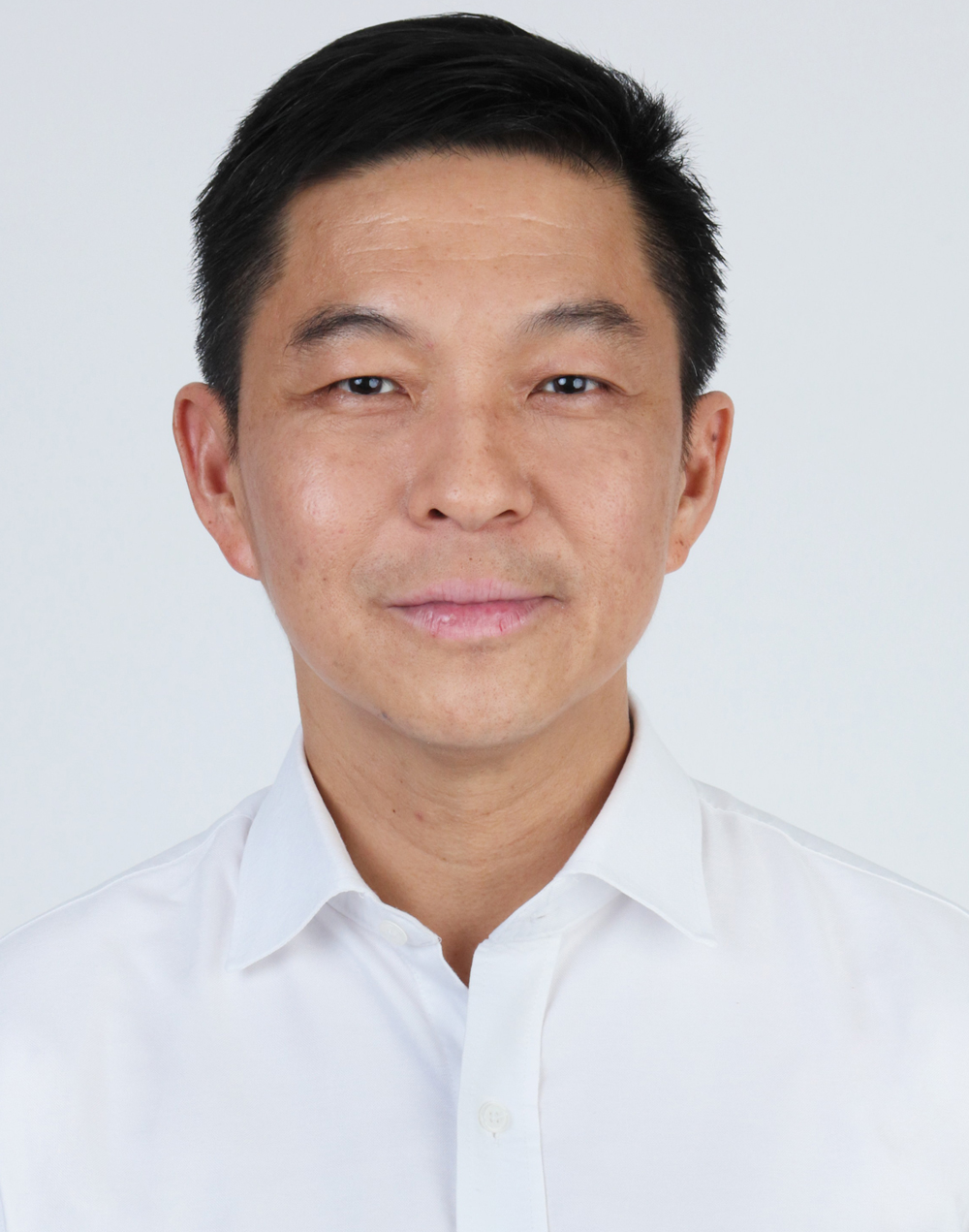
Tan Chuan-Jin, 2021

Tan Chuan-Jin (* 10. Januar 1969) ist ein singapurischer Politiker und der 10. Sprecher des Parlaments von Singapur. Als Mitglied der regierenden Volkspartei People’s Action Party (PAP) des Landes ist er seit Mai 2014 Minister für Arbeitskräfte (Mai 2014 – Mai 2015) und Minister für Soziale und Familiäre Entwicklung (Mai 2015 – September 2017) im Kabinett. Seit Mai 2011 ist er Mitglied des Parlaments (MP) und vertritt die Marine Parade Group Representation Constituency. Bevor er in die Politik eintrat, diente er in der Armee von Singapur und stieg zum Brigadegeneral auf.
Am 5. September 2017 gab Premierminister Lee Hsien Loong bekannt, dass er Tan zum nächsten Präsidenten des Parlaments von Singapur ernennen wird. Tans neue Rolle folgt auf den Rücktritt von Halimah Yacob als Sprecher, der bei den Präsidentschaftswahlen 2017 antreten soll. Er wurde am 11. September 2017 offiziell zum 10. Parlamentspräsidenten von Singapur gewählt.
Tan ist auch Präsident des Nationalen Olympischen Rates von Singapur, eine Position, die er seit 2014 innehat.

## Bildung
Tan wurde an der anglo-chinesischen Schule und am Raffles Junior College unterrichtet. 1988 erhielt er ein SAF-Auslandsstipendium für ein Studium in Großbritannien, wo er an der London School of Economics einen Bachelor of Science (Econ) und am King’s College London einen Master of Arts in Verteidigungswissenschaften abschloss.

## Karriere

### Militärische Laufbahn
1987 trat Tan der Singapore Armed Forces (SAF) bei. Er bekleidete weiterhin die Positionen des kommandierenden Offiziers des Bataillons der 3. Garde, des Heeresattachés in Jakarta, des Kommandanten der 7. Infanterie-Brigade von Singapur, des stellvertretenden Generalstabschefs (Pläne), des Kommandanten der 3. Division und des Kommandanten der Ausbildung der Armee Doctrine Command (TRADOC), und stieg in den Rang eines Brigadegeneral.
Nach dem Erdbeben und dem Tsunami im Indischen Ozean 2004 war Tan Kommandeur der Task Force für humanitäre Hilfe der SAF in Meulaboh, Indonesien.
2009 war Tan Vorsitzender des Exekutivkomitees der Parade zum Nationalfeiertag in Singapur.
Am 25. März 2011 verließ Tan die SAF, um sich für das Parlament einzusetzen.

### Politische Laufbahn
Tan war PAP-Kandidat im Wahlkreis der Marine Parade Group, der bei den Parlamentswahlen 2011 vom ehemaligen Premierminister Goh Chok Tong angeführt wurde. Das PAP-Wahlkreisteam besiegte das Team der oppositionellen National Solidarity Party mit 78.286 Stimmen (56,65 %) gegen 59.926 Stimmen (43,35 %). Seitdem ist Tan als Abgeordneter für die Kembangan-Chai Chee verantwortlich.
Am 21. Mai 2011 wurde Tan zum Staatsminister im Ministerium für Arbeitskraft und im Ministerium für Nationale Entwicklung ernannt.
Am 1. Mai 2014 wurde Tan zum Mitglied des Kabinetts ernannt und übernahm die Rolle des Ministers für Arbeitskräfte.
Am 4. Mai 2015 gab Tan seine Funktion als Arbeitsminister auf und wurde im Rahmen einer Kabinettsumbildung Minister für Soziale und Familiäre Entwicklung.
Am 11. September 2017 gab Tan seine Funktion als Minister für soziale und familiäre Entwicklung auf und wurde zum 10. Präsidenten des Parlaments von Singapur gewählt.